# Litecoin
Litecoin (LTC, sau Ł) este o criptomonedă peer-to-peer, o versiune îmbunătățită la Bitcoin. Litecoin a fost creat în octombrie 2011 de către Charles Lee, sub licență MIT. După Bitcoin, Ethereum și Ripple, Litecoin este a patra mare criptomonedă la capitalizarea de piață. Litecoin utilizează algoritmul scrypt.  În noiembrie 2013 Litecoin a atins rata de capitalizare de 1 miliard de dolari.
Cea mai mică subunitate Litecoin este Litoshi (0,00000001 LTC). Alte subunități sunt  microcoin (µLTC) 0,000001LTC și millicoin (mLTC) 0,001 LTC.
Spre deosebire de Bitcoin, Litecoin oferă confirmări mai rapide ale tranzacțiilor (timpul de generare de 2,5 minute a unui bloc) și folosește un algoritm scrypt de tip proof-of-work ce necesită multă memorie de calcul. Sistemul poate rula mai multe tranzacții datorită generării mai rapide a noilor blocuri, iar blockchain-ul Litecoin va fi mai mare.
Plățile în LTC sunt făcute la adrese care se bazează pe semnătură digitală și sunt reprezentate prin serii de 33 de caractere (litere și cifre), începând întotdeauna cu litera L.
În mai 2017 software-ul Litecoin a obținut opțiunea de suport SegWit. Viteza tranzacțiilor a crescut semnificativ după activarea SegWit în rețeaua Litecoin. Complexitatea calculului Litecoin este selectată în așa fel încât, în medie, un bloc este generat în 2,5 minute, ceea ce este de 4 ori mai rapid decât Bitcoin, ceea ce vă permite să obțineți confirmarea tranzacției mai rapid. O tranzacție este în general considerată finalizată după 6 blocuri sau 15 minute.
În septembrie 2017 au avut loc primele tranzacții atomare. În decurs de 4 zile au fost efectuate tranzacții între Litecoin și Decred, Litecoin și Vertcoin, Litecoin și Bitcoin.
Valoarea 1 Litecoin este în jurul valorii de 187 $ pe piața deschisă. Numărul total de litecoins este 84.000.000, și în circulație depășește 49 de milioane. În august 2021 rata de capitalizare Litecoin a constituit 12,2 miliarde de dolari.